# Bathyaulax williami
Bathyaulax williami (лат.) — вид паразитических наездников рода Bathyaulax из семейства Braconidae. Назван в честь William Velmala.

## Распространение
Встречается в восточной Африке (Кения, Tsavo East National Park).

## Описание
Бракониды среднего размера, длина тела около 1 см (тело 14 мм, переднее крыло 11 мм, яйцеклад 13 мм). Усики тонкие, нитевидные (из 92 флагелломеров). От близких родов отличается следующими признаками: бороздчатое поле 1–4 тергитов посредине приподнято; верхняя часть головы с бледными красновато-коричневыми линиями вокруг глаз на дорсо-латеральной стороне и пятнами рядом с торулями. Основная окраска чёрная и тёмно-коричневая (включая тёмные крылья), за исключением красноватого брюшка. Предположительно, как и близкие виды, паразитоиды личинок древесных жуков. Вид был впервые описан в 2007 году энтомологами Austin Kaartinen (University of Helsinki, Финляндия) и Donald Quicke (Chulalongkorn University, Бангкок, Таиланд).